# Sepultariella
Sepultariella är ett släkte av svampar. Sepultariella ingår i familjen Pyronemataceae, ordningen skålsvampar, klassen Pezizomycetes, divisionen sporsäcksvampar och riket svampar.